# Казанлъшка гробница
Казанлъшката гробница е зидана кръглокуполна гробница в Казанлък, част от голям некропол, разположен в близост до древната столица на Одриското царство Севтополис.
Датирана е в края на IV в. пр. Хр. – началото на III в. пр. Хр. и от 1979 е в списъка на ЮНЕСКО на Световното културно и природно наследство.

## Откриване на гробницата
Гробницата е принадлежала на тракийския владетел Ройгос. Открита е случайно на 19 април 1944 година под могилен насип от войници, които копаели окоп в североизточната част на Казанлък. Могилата имала вид на естествен завършек на природно хълмистото възвишение. Тя била висока 7 m, с диаметър на основата 40 m. Войниците попаднали на иззидана каменна стена. Любопитството ги накарало да я разбият, след което влезли в нисък и тесен коридор, където имало повалена правоъгълна гранитна плоча, а от там в кръгло засводено помещение. Осъзнали, че са открили нещо важно, те извикали археолог и той потвърдил предположенията им. Така бил открит забележителен паметник от ранноеленистическата епоха в България, който сега е сред Стоте национални туристически обекта.

## Описание

### Разпределение
Подобни куполни гробници са открити в Тракия, Южна Русия и Мала Азия. Корпусът се състои от гробна камера с кошеровидно-камбановиден купол и коридор към нея. Гробницата е покрита от каменна риза, от която пред входа на дромоса се отделят два успоредни зида, които оформят правоъгълно преддверие с дължина 2,60 м и ширина 1,84 метра. Гробницата е изградена от тухли, които в дромоса имат правоъгълна форма, а в куполното помещение са трапецовидни. Последните са служили за изграждането на помещения с кръгъл план. Тухлите в гробницата са свързани с хоросан, съставен от вар и пясък.

### Стенописи
Световната си известност гробницата дължи на уникалните си стенописи в коридора и куполното помещение. Стените на дромоса и погребалната камера са изпълнени с живописна украса, която заема площ от 40 m². Тя показва отделни моменти от земния, военния и задгробен живот на тракийския вожд, положен в нея.
Художникът Кодзимасис Хрестос, известен в античната история, е работил с 4 основни цвята: черен, червен, жълт и бял. Използвани са 2 техники: мокро фреско при декоративната и фигуралната живопис и темпера при оцветяването на пода и стените. В украсата е използвана енкаустична техника, при която мазилката добива лъскав, почти огледален блясък.
Стенната украса прилича на лицевата стена на богата постройка, облицована с мраморни плочи и завършваща с архитектурни детайли. В преддверието стените са измазани с глина. На фриза върху източната стена на дромоса са изобразени пеши и конни воини. Сцената възпроизвежда сблъсък между неприятелски войски. Централно място заемат 2 воини, изправени един срещу друг. Единият е облечен с къс червен хитон, на главата си носи жълт шлем, обут е с червени обувки със заострени върхове. Другият воин стои срещу него и е облечен с къс син хитон и светлосиньо наметало. На главата си има шлем в цвят охра. В ръцете си и всеки държи крив нож и 2 дълги копия. Около тях са представени други пеши и конни воини.
В центъра на фриза върху западната стена е представена картина, сходна на тази във фриза на източната стена. Там обаче воин е коленичил с левия си крак пред другия. Според Иван Венедиков в дромоса е изобразено историческо събитие, свързано с живота на погребания в гробницата владетел, а според Иван Маразов това е митична сцена, представяща воинското достойнство на погребания.
В куполното помещение (същинската гробна камера) се наблюдава широк фриз с фигурална живопис, в който е разгърната обширна многофигурна композиция, изобразяваща погребално угощение. В центъра на главния фриз в купола, срещу ниския правоъгълен вход, са изобразени фигури на мъж и жена, съпружеска двойка, седнали край масичка с храна, а около тях прислужници, носещи дарове. Мъжът е представен в тържествена спокойна поза, седнал върху пъстра възглавница. Косата му е тъмна и се спуска на дълги къдри към тила, а на главата си носи лавров венец, белег на героизиране. Жената седи до него на кресло. Косата ѝ е също тъмна, леко вълниста и прибрана.
Около главните 2 фигури са изобразени още много жени и мъже. Някои от тях са прислужници, ратаи, коняри, музиканти. Значително по-високата фигура с поднос, в който се забелязват нарове, вероятно е богиня-майка (от типа на Деметра), посрещаща починалите в подземното царство. Много реалистично е изобразена сцена на погребално угощение с шествие. Според Людмила Живкова сплетените ръце на съпрузите въплъщават идеята за прощаване и раздяла с мъртвия, а според Иван Маразов те са знак за брачен ритуал, свещен брак с богинята-дъщеря (от типа на Персефона) в отвъдното. С изключително майсторство са представени колесничар, колесница и коне от погребално/сватбено шествие. В шествието участват още музиканти, свирещи на тръби. Представени са и 2 богато оседлани коня, вероятно собственост на покойниците, и още 4 пищно украсени коня. Най-горната част на купола, над корниза, е разчленена на 3 полета. Във всяко поле е представена по вихрено препускаща конница.
За погребалните традиции на траките античният историк Херодот пише:
| „ | Богатите се погребват така: трупа държат изложен три дни наред; колят жертвени животни и се угощават, като по-напред оплакват умрелия, след това го погребват, като го изгарят или заравят в земята. После издигат могила и устройват състезателни игри. | “ |

### Находки
В камерата са открити останки от мъж и жена, в коридора пред камерата с кости на кон. В могилния насип са открити керамични и обредни съдове, както и части от златни украшения. Поради това, че в гробната камера са намерени незначителен брой предмети се смята, че е била ограбена още в древността. Някои предмети (40 златни копченца, 3 глинени розетки) са пример за високо развито ювелирно изкуство у траките през тази епоха. При извършване на проучвания и снемането на могилния насип са открити и две жертвени огнища със следи от жертвоприношение. В насипа е открита и изкусно изработена каничка от тънък сребърен лист. Нейната шийка е украсена с позлатен пояс от фино гравирани лаврови листа.
След пресяване на големия слой прах, натрупал се по пода на гробницата, са открити няколко малки, кръгли, сухо позлатени мъниста от глина; част от желязна юзда; железен връх на копие; силно ръждясал и раздробен на късове крив железен нож; 3 малки осмолистни розетки от глина, боядисани в бяло с оцветени в небесносиньо тичинки на цветчета; глинена розетка с 28 листенца, лицевата страна на която е сухо позлатена; малка златна халка; 140 дребни полусферични златни „копченца“, от вдлъбнатата страна, на които е прикрепена малка, златна спирална халкичка; тесни златни, спирално усукани лентички.
„Копченцата“ и лентичките вероятно са били пришити към някаква тъкан. Предполага се, че те са били на облеклото на покойниците, а розетките – от диадемата на тракийката.

## Гробницата днес
През 1946 г. гробницата е вградена в специална защитна постройка, която през 1960 г. е преустроена. През 1961 г. е снабдена с климатична система, която да осигури необходимите условия за съхранение на стенописите. През 1966 г. ЮНЕСКО организира международна комисия с цел извършване на цялостна проверка на състоянието на стенописите. През 1979 г. е включена в Списъка на световното наследство на Конвенцията за опазване на световното културно и природно наследство.
С цел съхраняване на стенописите достъпът до оригиналната Казанлъшка гробница е строго ограничен. Достъпна за посещения е изградената в близост гробница-копие по проект на архитект Младен Панчев. Художниците, пресъздали стенописите, са професор Любен Прашков, Златка Кожухарова и Слави Войков.